# Eleasar aus Modiin
R. Eleasar aus Modiin (auch Eleazar aus Modiin etc.) war ein hoch angesehener jüdischer Gelehrter des Altertums, wird zu den Tannaiten der zweiten Generation gezählt und wirkte im zweiten nachchristlichen Jahrhundert. Er gilt als Schüler von Jochanan ben Sakkai und Zeitgenosse von Jehoschua ben Chananja sowie Elieser ben Hyrkanos.
Er beschäftigte sich besonders mit der Aggada, so dass in der Mischna nur ein einziger Satz von ihm überliefert ist (Pirqe Abot III. 11), während sich in den Midraschim viele seiner Aussprüche angeführt finden.
Er soll, zu Unrecht des Verrats verdächtigt, von Bar Kochba durch einen Fußtritt getötet worden sein. Kurz darauf wurde die Festung Betar durch die hadrianischen Truppen erobert, wobei Bar Kochba selbst zu Tode kam.